# Hans Erdmann von Lüderitz
Hans Erdmann von Lüderitz (* 1655 in Liebenberg in der Prignitz; † 23. Februar 1732) war ein preußischer Generalmajor der Kavallerie sowie Erbherr auf Wittenmoor, Einwinkel und Arensdorf.

## Leben
Sein Vater war Andreas von Lüderitz (1620–1701), Erbherr auf Wittenmoor und Einwinkel, seine Mutter dessen Ehefrau Maria Elisabeth, geborene von Schwarzenholz aus dem Haus Germerslage. Sein Bruder Andreas war preußischer Brigadier und Landrat der Altmark.
Er kam 1676 als Kornett in das Regiment der Brandenburger Leibdragoner. Im Nordischen Krieg kämpfte er damit gegen die Schweden. Im Jahr 1681 wurde er zum Leutnant befördert, aber 1686 entlassen. Er wurde wieder eingestellt und am 10. Oktober 1689 zum Major der Grand Mousquetaires ernannt. Dort wurde er am 19. Februar 1695 Oberstleutnant befördert, am 19. Januar 1708 Oberst und am 30. August 1709 zum Generalmajor der Kavallerie. Er starb am 23. Februar 1733 als Erbherr auf Wittenmoor, Einwickel und Arensdorf.
Er heiratete am 1. November 1698 in Liebenberg Anna Sophie von der Groeben († 30. Oktober 1737) aus dem Haus Loewenberg. Das Paar hatte zwei Söhne.
- Samuel Ludwig von Lüderitz (* 1699; † nach 1736), preußischer Gesandter am schwedischen Hof, Wirklicher Geheimer Rat und ab 1736 Präsident der halberstädtischen Regierung, ⚭ Gräfin Charlotte von Schlieben (1713–1760)
- Johann Christoph von Lüderitz (* 1709), preußischer Rittmeister, Erbherr auf Einwinkel und Wittenmoor, Designatius auf der Johanniterkommende Werben